# Nanteuil
Nanteuil település Franciaországban, Deux-Sèvres megyében. Lakosainak száma 1702 fő (2022. január 1.). Nanteuil Exireuil, Fomperron, Sainte-Eanne, Saint-Maixent-l’École, Saint-Martin-de-Saint-Maixent és Soudan községekkel határos.

## Népesség
A település népességének változása:
| Lakosok száma | 1679 | 1702 | 1757 | 1713 | 1708 | 1704 | 1701 | 1705 | 1702 |
|               | 2013 | 2015 | 2016 | 2017 | 2018 | 2019 | 2020 | 2021 | 2022 |